# 大蠔河
大蠔河是香港的一條河流，位於大嶼山北部，發源於蓮花山一帶，向北經田寮村、牛牯塱等地流入大蠔灣。
大蠔河為香港境內擁有淡水魚種類最多的河流，擁有47個不同品種，所以於1999年5月5日被劃定為第63個具特殊科學價值地點，面積5公頃
。其特色為可以找到全世界只有日本北海道至香港一帶的水域才有的香魚（Plecoglossus altivelis, Ayu）。